# Inactive Messiah
Inactive Messiah es una banda de death metal melódico formada en Atenas en el año 2001.
En un principio la banda se llamó Womb Of Maggots; bajo ese nombre sacaron un disco de estudio. Luego en el 2004 se cambiaron el nombre para llamase Inactive Messiah y en ese año sacaron un disco con el mismo nombre. En el año 2006 lanzaron “Be my Drug”, el cual ha conseguido excelentes críticas, posteriormente han sacado «Sinful Nation» que sería su cuarto álbum.
Muy técnico y melódico al mismo tiempo, con riffs letales, batería contundente y brutales vocales, este black/death metal con arreglos profesionales y grandes habilidades musicales son los materiales que Inactive Messiah utiliza para crear su música. Una gran producción completa la última parte del puzle.
En 2016 publicaron su álbum "Dark Masterpiece".

## Componentes Actuales
- Xristos Ven - Voz (2005-presente)
- Thanos Jan - Voz y Guitarra (2004-presente)
- Michalis - Batería (2008, 2012-presente)

## Componentes Anteriores
- Yannis - Guitarra
- Jim - Guitarra
- Marietta - Teclados
- Lefteris Christou - Bajo (2004-2011)
- Katerina "Cathrine" Stavropoulou - Batería (2004-2006)
- Dimitris - Guitarra (2004-2005)
- John "Mineiro" Minardos - Voz (2004-2005)
- Sotiris - Guitarra (2005-2008)
- Akis - Batería (2006-2008)
- Alex Zax - Batería (2008-2009)

## Discografía
- Inactive Messiah - 2004
- Be My Drug - 2006
- Sinful Nation - 2008